# Young Rock
Young Rock è una sitcom statunitense creata da Nahnatchka Khan e Jeff Chiang, basata sulla vita dell'attore e wrestler Dwayne "The Rock" Johnson. La serie ha debuttato sul canale NBC il 16 febbraio 2021. In Italia va in onda su Sky Serie dal 13 gennaio 2022.

## Trama
Nel 2032, Dwayne Johnson, candidato alla presidenza degli Stati Uniti d'America, riflette sulla sua giovinezza, raccontando i momenti che lo hanno formato e ricordando le persone più importanti della sua vita.

## Episodi
| Stagione         | Episodi | Prima TV USA | Prima TV Italia |
| ---------------- | ------- | ------------ | --------------- |
| Prima stagione   | 11      | 2021         | 2022            |
| Speciale         | 1       | 2021         | 2022            |
| Seconda stagione | 12      | 2022         | 2022            |
| Terza stagione   | 13      | 2022-2023    | 2023            |

## Personaggi e interpreti

### Personaggi principali
- Dwayne Johnson interpreta sé stesso, doppiato da Saverio Indrio.
  - Johnson a 10 anni, interpretato da Adrian Groulx, doppiato da Veronica Cuscusa.
  - Johnson a 15 anni, interpretato da Bradley Constant, doppiato da Tito Marteddu
  - Johnson a 18-20 anni, interpretato da Uli Latukefu, doppiato da Manuel Meli
- Ata Johnson, interpretata da Stacey Leilua, doppiata da Tatiana Dessi
- Rocky Johnson, interpretato da Joseph Lee Anderson, doppiato da Gabriele Sabatini
- Lia Maivia, interpretata da Ana Tuisila, doppiata da Anna Rita Pasanisi
- Randall Park interpreta sé stesso, doppiato da Riccardo Scarafoni
- André the Giant, interpretato da Matthew Willig[2], doppiato da Giorgio Locuratolo
- Greg Yao, interpretato da Ronny Chieng
- Julien Echo, interpretato da Sean Astin
- Casey, interpretata da Chelsey Crisp

### Personaggi ricorrenti
- The Iron Sheik, interpretato da Brett Azar[3]
- Junkyard Dog, interpretato da Nate Jackson[3]
- Sika e Afa Anoa'i (The Wild Samoans), interpretati da Fasitua Amosa e John Tui[4]
- Gabe, interpretato da Taj Cross
- Karen, interpretata da Lexie Duncan
- Bob, interpretato da Josh Thomson
- Preside Boggs, interpretato da Bryan Probets
- Kevin, interpretato da Stephen Adams
- Sandy, interpretato da Christopher Chen
- Randy Savage, interpretato da Kevin Makely[5]
- Vince McMahon, interpretato da Adam Ray[5]
- Warren Sapp, interpretato da Robert Crayton
- Dennis Erickson, interpretato da Luke Hemsworth
- Primo Ministro Angela Honig, interpretata da Dawnn Lewis
- Monica Jackson, interpretata da Rosario Dawson
- Downtown Bruno, interpretato da Ryan Pinkston
- Pat Patterson, interpretato da Kiff Vandenheuvel
- Brayden Taft, interpretato da Michael Torpey
- Dany Garcia, interpretata da Arlyn Broche
- Tony Atlas, interpretata da Antuone Torbert
- Jamie, interpretata da Jenna Kanell
- Hunter Hearst Helmsley (Triple H), interpretato da Miles Burris, doppiato da Gabriele Pellicanò

Nella serie sono presenti vari cameo. Ata Johnson, Ed Orgeron, Forest Whitaker e Kenny Smith appaiono nei panni di sè stessi.  
Vengono rappresentati anche svariati wrestler e volti noti della WWF/WWE come Peter Maivia (Maua Fuifui), Roddy Piper (Jade Drane), Jake "The Snake" Roberts (Benjamin Arthur), Miss Elizabeth (Sarah Gattellari), Jerry Lawler (Michael Strassner), Mr Fuji (Kei Kudo), Crusher Yurkov/Bam Bam Bigelow (Patrick Cox), Sgt Slaughter (Wayne Mattei), George "The Animal" Steele (Christopher Matthew Cook), Ricky Steambot (Ivan So), Gene Okerlund (Dave T. Koenig), Hillibilly Jim (Luke Reynolds), Michael Hayes (Brad Burroughs), Lou Albano (Paul Paice), Bret Hart (Nicholas Bernardi), Farooq (Marcus Lewis),  Steve Austin (Luke Hawx), Hulk Hogan (Brock O'Hurn), Fabulous Moolah (Angie Milliken), Mankind (Sam Ball), Greg Valentine (Tobias Kiddle), Classy Freddie Blassi (Steven Tandy), The Undertaker (Zechariah Smith), Sting (Jeff Huth), Dusty Rhodes (Daniel R. Hill) ed Hunter Hearst Helmsley (Miles Burris). 
Tra i veri wrestler partecipanti Matthew Farrelly nei panni di Ric Flair, Scott Colton come Brooklyn Brawler e Rebecca Quinn nel ruolo di Cindy Lauper.

## Produzione
L'11 gennaio 2020, la NBC ordinò la produzione di Young Rock, una sitcom creata da Nahnatchka Khan e Jeff Chiang e basata sulla giovinezza dell'attore ed ex-wrestler Dwayne Johnson.
La serie è interpretata dallo stesso Johnson, che è anche il narratore, e da tre diversi attori che lo interpretano in tre periodi diversi della sua giovinezza. Nel settembre 2020 venne annunciato il cast completo della serie, che comprende Bradley Constant nel ruolo di Johnson all'età di quindici anni; Uli Latukefu come Johnson a 18-20 anni, e Adrian Groulx nel ruolo di Johnson a dieci anni. Stacey Leilua e Joseph Lee Anderson vennero scelti per interpretare Ata e Rocky Johnson, i genitori di Johnson, mentre Ana Tuisila per interpretare Lia Maivia, la nonna di Johnson.
Le riprese di Young Rock iniziarono nel novembre 2020 in Australia. Nel gennaio 2021 venne annunciato che la serie avrebbe debuttato il 16 febbraio 2021. Il 30 aprile 2021, la serie viene rinnovata per una seconda stagione che è andata in onda dal 15 marzo al 24 maggio 2022 su NBC. Il 9 giugno 2023 NBC ha cancellato la serie dopo tre stagioni.

## Accoglienza

### Critica
La serie è stata accolta positivamente dalla critica. Sull'aggregatore di recensioni Rotten Tomatoes, la prima stagione ha una percentuale di gradimento dell'88%, con una voto medio di 7.58 su 10 basato su 26 recensioni. Il commento del recita: "Tenuto insieme da un cast accattivante, Young Rock offre un tenero sguardo sull'infanzia di Dwayne Johnson e sul selvaggio mondo del wrestling". Su Metacritic, ha un punteggio medio di 66 su 100, basato su 17 recensioni, indicante un'accoglienza "generalmente favorevole".